# True Brew
True Brew es el octavo álbum del grupo sueco de punk rock Millencolin. Fue lanzado el 22 de abril de 2015 por Epitaph Records.
True Brew regresa al sonido punk rock más rápido de los lanzamientos de Millencolin en los años 90 y marca una desviación del sonido más impulsado por el rock alternativo que dominó los álbumes desde Pennybridge Pioneers. A diferencia de lanzamientos anteriores, el álbum tiene un tono más político, evidente en canciones como «Sense & Sensibility», que condena el auge de los partidos populistas de derecha en muchos países de Europa.

## Lista de canciones
| CD    |                             |                 |          |  |
| N.º   | Título                      | Letras          | Duración |  |
| 1.    | «Egocentric Man»            | Nikola Sarcevic | 2:34     |  |
| 2.    | «Chameleon»                 | Nikola Sarcevic | 2:58     |  |
| 3.    | «Autopilot Mode»            | Nikola Sarcevic | 2:00     |  |
| 4.    | «Bring Me Home»             | Mathias Färm    | 2:27     |  |
| 5.    | «Sense & Sensibility»       | Nikola Sarcevic | 2:37     |  |
| 6.    | «True Brew»                 | Nikola Sarcevic | 3:22     |  |
| 7.    | «Perfection Is Boring»      | Nikola Sarcevic | 2:59     |  |
| 8.    | «Wall of Doubt»             | Nikola Sarcevic | 2:45     |  |
| 9.    | «Something I Would Die For» | Mathias Färm    | 2:51     |  |
| 10.   | «Silent Suicide»            | Mathias Färm    | 1:20     |  |
| 11.   | «Man of 1000 Tics»          | Nikola Sarcevic | 2:52     |  |
| 12.   | «Mr. Fake Believe»          | Nikola Sarcevic | 2:36     |  |
| 13.   | «Believe in John»           | Nikola Sarcevic | 3:21     |  |
| 34:42 |                             |                 |          |  |

## Créditos
- Nikola Sarcevic – voz, bajo
- Erik Ohlsson – guitarra, teclado, arte de álbum
- Mathias Färm – guitarra, percusión, teclado, ingeniero asistente, edición
- Fredrik Larzon – batería, percusión

## Posicionamiento en listas
| Lista (2015)                  | Mejor posición |
| ----------------------------- | -------------- |
| Alemania (Offizielle Top 100) | 28             |
| Australia (ARIA)              | 16             |
| Suecia (Sverigetopplistan)    | 22             |

## Historial de lanzamiento
| País   | Fecha               | Formato | Sello           |
| ------ | ------------------- | ------- | --------------- |
| Varios | 22 de abril de 2015 | CD      | Epitaph Records |